# L'Allégorie de la Foi
L'Allégorie de la Foi (en néerlandais : Allegorie op het geloof) est un tableau de Johannes Vermeer peint entre 1670 et 1674, exposé au Metropolitan Museum of Art de New York (huile sur toile, 114,3 × 88,9 cm). Il est considéré comme la dernière œuvre peinte par Vermeer et est connu également sous le nom Allégorie du Nouveau Testament.

## Description
Le tableau est une interprétation symbolique de la Foi, représentée ici par la figure de la femme.

### Composition
Une femme assise porte la main à son cœur, son pied sur un globe terrestre. Elle figure devant un tableau représentant la Crucifixion. Ce tableau est une copie d'une œuvre de Jacob Jordaens.
À ses pieds, une pomme et un serpent écrasé par une pierre gisent sur un carrelage à damier. Au-dessus d'elle, un orbe en verre pend, vers lequel la femme dirige son regard.
Le tableau ne possède pas de signature.

### Symbolisme et allégorie
Vermeer trouve son inspiration dans le recueil d'allégories de Cesare Ripa, Iconologia, écrit au XVIe siècle, dont il a littéralement représenté la Foi de Ripa. Ce recueil décrit les symboles religieux traditionnellement attachés à différents objets. Vermeer a ainsi représenté la Vertu de la Foi, vêtue de blanc, la main posée sur un sein et le pied sur un globe symbolisant la Terre. Au premier plan, le Mal est écrasé sous une pierre et la pomme d’Ève à laquelle manque une bouchée gît par terre. À la gauche de la femme, sur une table, sont posés des attributs religieux : une bible, un crucifix, un calice et une chasuble. Le tableau en arrière-plan est de Jacob Jordaens (La Crucifixion). Aux pieds de Jésus se trouve dans ce tableau Marie Madeleine, qui est le seul personnage invisible, car caché... par la femme du premier plan. L'intention de Vermeer a peut-être été d'en faire l'allégorie de Marie-Madeleine conforme à son époque.

## Historique de l'œuvre
Le tableau a été vendu aux enchères lors de la vente de Dissius en 1696. Son premier propriétaire connu était Herman Stoffelsz van Swoll (1632-1698), un maître de poste protestant. Le tableau est vendu aux enchères à Amsterdam un an après la mort de Swoll. Après avoir passé du temps dans une collection inconnue, le tableau (décrit comme « représentant le Nouveau Testament ») est vendu aux enchères en 1718, toujours à Amsterdam, puis à nouveau en 1735 et dans la vente de Ietswaart en 1749.
Au début du XIXe siècle, le tableau avait apparemment été acheminé en Autriche. À la fin du siècle, le tableau fait partie de la collection d'Ilya Ostroukhov (et plus tard de Dmitry Shchukin), à Moscou. En 1899, il est mis en vente par un distributeur, Wächtler, à Berlin, et acheté par Abraham Bredius. Bredius prête ensuite l'œuvre au Mauritshuis, où elle reste jusqu'en 1923, date à laquelle Bredius la cède au Musée Boijmans Van Beuningen de Rotterdam pour un prêt à long terme. 
Bredius finit par vendre le tableau en 1928 à Michael Friedsam à New York qui le lègue en 1931 dans le cadre de la collection Friedsam au Metropolitan Museum of Art. 